# 和建設
和建設株式会社（かのうけんせつ）は、高知県高知市北本町に本社を置く建設会社である。

## 概要
戸建注文住宅（SHINKAの家）や分譲マンション（BEWELL ビ・ウェル）、KANO FLEX serise（カノウ フレックス シリーズ）を建設する。
「わ・わ・わ、和と書いて、かのう建設。」というCMで、岡山・高知に放送されている。

## 沿革
- 1957年（昭和32年）6月 - 創業
- 1961年（昭和36年）3月 - 設立

## 戸建注文住宅（SHINKAの家）
お客に寄り添った住まいづくりをしている。

## 分譲マンション（BEWELL ビ・ウェル）
「たったひとつ、をつくっていくリアルオーダーメイドマンション」のビ・ウェル。
高知に22棟、岡山に29棟のビ・ウェルを建設している。

## KANO　FLEX　series（カノウ フレックス シリーズ）
もっと自由に、思い描く住まいを実現する「フレックス」。

分譲マンションの BE WELL FLEX（ビ・ウェル　フレックス）
高知に１棟、岡山に１棟を建設している。

戸建住宅の SHINKA FLEX（シンカ　フレックス）がある。

## 支店・ショールーム・住宅展示場など
岡山支店
〒700-0962 岡山市北区北長瀬表町2丁目3-14
わっとプラザ
〒780-0023 高知市東秦泉寺5-1
マンションギャラリー
〒780-0056 高知市北本町4-3-23
倉敷ショールーム
〒710-0061 倉敷市浜ノ茶屋313-7
RSK 住宅展示場
〒701-0164 岡山市北区撫川1575-1 RSKハウジングプラザ
倉敷展示場
〒710-0801 倉敷市酒津1625-1 ハウジングモール倉敷